# Spisy Přírodovědecké Fakulty University v Brně
Spisy Přírodovědecké Fakulty University v Brně (abreviado Spisy Přír. Fak. Univ. Brně.) fue una revista con ilustraciones y descripciones botánicas que es editada en Brno desde el año 1958 hasta ahora. Se publicaron 18 números con el nombre de Spisy Přírodovědecké Fakulty University v Brně. Publications de la Faculte des Sciences de l'Universite a Brno. Fue precedida por Spisy Vydávané Přírodovĕdeckou Fakultou Masarykovy University.